# Chi Khướu mỏ quặp
Chi Khướu mỏ quặp (danh pháp khoa học: Pteruthius) là một nhóm các loài chim nhỏ bản địa của khu vực sinh thái Indomalaya, và theo truyền thống được đặt trong họ Timaliidae, mặc dù một số công trình nghiên cứu di truyền học gợi ý rằng chúng thuộc về họ có nguồn gốc Cựu thế giới nhưng hiện nay chủ yếu chỉ sinh tồn ở Tân thế giới là Vireonidae. Website của IOC hiện tại (năm 2012) cũng xếp chi này trong họ Vireonidae. Phân tích di truyền năm 2016 cho thấy sự phân tỏa của nó ra khỏi phần còn lại của Vireonidae là khá dài lâu (khoảng 23 triệu năm trước), vì thế tốt nhất nên coi nó là một họ riêng biệt (Pteruthiidae) có quan hệ chị-em với Vireonidae.
Phần lớn các loài sinh sống trong các khu rừng miền núi, với một vài loài di trú xuống các độ cao thấp hơn trong mùa đông. Các loài khướu mỏ quặp có chiều dài cơ thể trong khoảng 11,5–20 cm và cân nặng 10-48 g. Mặc dù có kích thước và trọng lượng khá chênh lệch và bộ lông khá khác biệt nhau nhưng tất cả đều có mỏ cong màu đen to mập, các sợi ria cứng quanh mỏ và bộ lông của chim non khác biệt.Tất cả các loài đều thể hiện dị hình giới tính ở bộ lông, nói chung chim trống có bộ lông tươi màu hơn. Tiếng hót của chúng đơn điệu và đều đều.
Không loài khướu mỏ quặp nào được coi là bị đe dọa bởi các hoạt động của con người.

## Các loài
Theo truyền thống người ta công nhận 5 loài. Nhưng gần đây người ta đã tách thêm 4 loài mới.
- Khướu mỏ quặp lục (Pteruthius xanthochlorus)
- Khướu mỏ quặp tai đen (Pteruthius melanotis)
- Khướu mỏ quặp cánh vàng/Khướu mỏ quặp trán nâu (Pteruthius intermedius): Tách ra từ P. aenobarbus[5]
- Khướu mỏ quặp Trilling (Pteruthius aenobarbus)
- Khướu mỏ quặp bụng hung/Khướu mỏ quặp đầu đen (Pteruthius rufiventer)
- Khướu mỏ quặp Đà Lạt (Pteruthius annamensis): Tách ra từ P. flaviscapis[5]
- Khướu mỏ quặp Blyth (Pteruthius aeralatus): Tách ra từ P. flaviscapis[5]
- Khướu mỏ quặp Himalaya (Pteruthius ripleyi): Tách ra từ P. flaviscapis[5]
- Khướu mỏ quặp mày trắng (Pteruthius flaviscapis)